# فروریختن سقف کلوپ شبانه جت ست
در ۸ آوریل ۲۰۲۵، سقف کلاب شبانه جت ست در سانتو دومینگو، پایتخت جمهوری دومینیکن، در حین یک اجرای زنده موسیقی فرو ریخت. این فاجعه منجر به مرگ ۲۲۶ نفر و مجروح شدن ۱۸۹ نفر گردید. این حادثه به یکی از مرگبارترین بلایای غیرطبیعی در تاریخ این کشور تبدیل شد.
در میان افرادی که جان خود را از دست دادند، فرماندار استان مونته کریستی، نسلی کروز، بازیکنان سابق لیگ برتر بیسبال اکتاویو دوتل و تونی بلانکو، و موسیقیدان مرنگ، روبی پرز که در حین اجرای برنامه سقف فرو ریخت، حضور داشتند.
هماهنگ‌کننده کابینه سیاست اجتماعی جمهوری دومینیکن، تونی پنا گوا با، این فاجعه را به عنوان «بدترین فاجعه غیر جوی» در تاریخ این کشور توصیف کرد. مقامات دومینیکن، از جمله رئیس‌جمهور لوئیس ابیندر، شش روز عزای ملی اعلام کردند و تحقیقاتی را در مورد علت سقوط آغاز کردند. این حادثه با تسلیت مقامات دولتی، افراد مشهور و رهبران خارجی، واکنش‌های داخلی و بین‌المللی گسترده‌ای را در پی داشت.